# Karin Kraml

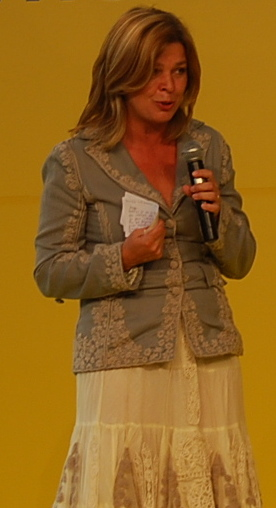
Karin Kraml (2008)

Karin Kraml (* 15. Dezember 1961 in Wien als Karin Müller; bis 2010 Karin Resetarits) ist eine österreichische Journalistin und ehemalige Politikerin (Liste Dr. Martin, Liberales Forum). Sie war von 2004 bis 2009 Mitglied des Europäischen Parlaments.

## Ausbildung und Beruf
Karin Kraml besuchte von 1968 bis 1972 die Volksschule der Schulschwestern in der Friesgasse in Wien und wechselte danach an das dortige Gymnasium der Schulschwestern. Kraml besuchte von 1978 bis 1979 die Senior High School in Huntington (New York) und schloss 1980 ihre Ausbildung mit der Matura an der AHS der Schulschwestern ab.
Zwischen 1980 und 2003 arbeitete Kraml als Redakteurin beim ORF. Sie  moderierte dort 1985 bis 1987 die Sendung Ohne Maulkorb und präsentierte ab 1995 die Kulturberichte in der Zeit im Bild. Zwischen Juni 1996 bis Februar 1999 war sie die Moderatorin der neu geschaffenen Kultursendung Treffpunkt Kultur.  Ab Mai 1999 präsentierte sie die Lifestyle-Sendung Absolut Resetarits, die ab November 1999 mit verändertem Konzept Absolut Life hieß.
Von 2003 bis 2004 war sie Moderatorin bei KroneHit-Radio, zudem arbeitete sie ab 1980 als selbständige Moderatorin, Journalistin und Autorin. 2004 eröffnete sie einen Gastronomiebetrieb und ist Gesellschafterin der Marx Restauration GmbH. Seit 2015 arbeitet sie für Servus TV und Servus Krone als Regisseurin und Journalistin.

## Politik
Bei der Europawahl 2004 zog sie an zweiter Stelle auf der Liste Martin in das Europäische Parlament ein. Dort war sie zunächst fraktionslos, am 8. Juni 2005 wechselte sie zur liberalen ALDE-Fraktion und trat später auch dem Liberalen Forum (LIF) Österreichs bei. Von 2006 bis 2009 war sie Vorstandsmitglied der ALDE-Fraktion. Im EU-Parlament war sie Mitglied im Ausschuss für Kultur und Bildung, bis 2007 Delegierte für die Beziehungen zu den Vereinigten Staaten und danach stellvertretende Vorsitzende der Delegation für die Beziehungen zu Japan. Bei der Nationalratswahl 2008 trat Kraml ohne Erfolg als Spitzenkandidatin des LIF im Land Salzburg an.
2009 ermöglichte sie den Jungen Liberalen Österreichs und deren Spitzenkandidat Hannes Müllner durch ihre Unterschrift als EU-Parlaments-Abgeordnete das Antreten zur EU-Wahl in Österreich. Diese erhielten jedoch nur 0,7 Prozent der Stimmen.

## Privates
Karin Kraml war mit Peter Resetarits, dem Bruder von Lukas und Willi Resetarits, verheiratet und trug auch dessen Nachnamen. 2010 heiratete sie den Produzenten ihrer Sendung Absolut Resetarits, Martin Kraml, mit dem sie 1999 zusammenkam. Sie hat fünf Kinder und lebt in der niederösterreichischen Gemeinde Neustift-Innermanzing.